# Elodie Keene
Elodie Keene (Paso Robles, 10 aprile 1949) è una regista, produttrice televisiva e montatrice statunitense.
Ha vinto tre Emmy Awards, due dei quali per la migliore serie drammatica ed uno per il miglior montaggio. Tutti e tre sono stati attribuiti per il suo lavoro in L.A. Law.
Tra le varie serie televisive dirette dalla regista figurano The Wire, Scrubs - Medici ai primi ferri, E.R. - Medici in prima linea, Glee, The Closer, Nip/Tuck e The Mentalist.